# Правителство на Република Македония (3)
Третото правителство на Република Македония е създадено след парламентарните избори през 1994 година. Начело на него отново застава Бранко Цървенковски. Мандатът на правителството трае от 20 декември 1994 година до 30 ноември 1998 година. Промени в правителството настъпват през февруари 1996 и май 1997 година.

## Състав
Първоначалният състав на кабинета включва:
| министерство                                    | име | име                 | партия                             |
| ----------------------------------------------- | --- | ------------------- | ---------------------------------- |
| министър-председател                            |     | Бранко Цървенковски | безпартиен                         |
| заместник министър-председател                  |     | Златка Поповска     | безпартиен                         |
| заместник министър-председател                  |     | Димитър Бузлевски   | безпартиен                         |
| заместник министър-председател                  |     | Насер Зибери        | безпартиен                         |
| вътрешни работи                                 |     | Любомир Фръчковски  | безпартиен                         |
| външни работи                                   |     | Стево Цървенковски  | безпартиен                         |
| наука                                           |     | София Тодорова      | безпартиен                         |
| образование                                     |     | Емилия Симоска      | СДСМ                               |
| правосъдие                                      |     | Владо Поповски      | безпартиен                         |
| отбрана                                         |     | Благой Ханджиски    | безпартиен                         |
| икономика                                       |     | Ристо Иванов        | безпартиен                         |
| социална политика                               |     | Абдименаф Незири    | безпартиен                         |
| земеделие, гори и водно стопанство              |     | Ефтим Анчев         | безпартиен                         |
| околната среда и пространственото планиране     |     | Йорго Шундовски     | безпартиен                         |
| урбанизация, строителство, транспорт и екология |     | Димитър Бузлевски   | безпартиен                         |
| здравеопазване                                  |     | Илия Филипче        | безпартиен                         |
| култура                                         |     | Ещреф Алиу          | Партия за демократичен просперитет |
| финанси                                         |     | Яне Мильовски       | безпартиен                         |
| развойна дейност                                |     | Бекир Жута          | Партия за демократичен просперитет |
| без ресор                                       |     | Гюнер Исмаил        | безпартиен                         |
| без ресор                                       |     | Сашко Стефков       | безпартиен                         |
| без ресор                                       |     | Любе Търпески       | безпартиен                         |
| без ресор                                       |     | Мухамед Халили      | безпартиен                         |
| без ресор                                       |     | Яне Мильовски       | безпартиен                         |
| без ресор                                       |     | Джемаил Хайдари     | Партия за демократичен просперитет |
| без ресор                                       |     | Владо Наумовски     | безпартиен                         |

### Промени през февруари 1996
На 23 февруари 1996 г. за министри на външните/вътрешните работи, финансите, икономиката, науката, образованието и земеделието са назначени Любомир Фръчковски, Томислав Чокревски, Таки Фити, Бекир Жута, Аслан Селмани, София Тодорова и Никола Паракеов. Други промени, от които най-важните са закриването на министерствата без ресор на Яне Мильовски, Джемайл Хайдари и Владо Наумовски.

### Промени през май 1997
На 29 май 1997 г. министерствата на външните работи, правосъдието, отбраната, икономиката, околната среда и пространственото планиране, развойната дейност, урбанизацията, строителството, транспорта и екологията, културата, здравеопазването и земеделието, горите и водното стопанство поемат Благой Ханджиски, Георги Спасов, Лазар Китановски, Борис Рикаловски, Томе Тромбев, Абдименаф Незири, Абдулменаф Беджети, Слободан Унковски, Петър Илиовски, Киро Докузовски.